# Утомлённые солнцем 2: Цитадель
«Утомлённые со́лнцем 2: Цитаде́ль» — российский фильм режиссёра Никиты Михалкова, продолжение фильмов «Утомлённые солнцем» (1994) и «Утомлённые солнцем 2: Предстояние» (2010). Выход фильма был запланирован на 4 ноября 2010 года, но фактически состоялся 5 мая 2011 года.
Картина в прокате при бюджете в 45 миллионов долларов собрала 1,5 миллиона долларов.
С 5 по 14 декабря 2011 года тринадцатисерийная телеверсия дилогии «Утомлённые солнцем 2» была показана на телеканале «Россия-1».

## Сюжет
1943 год, разгар Великой Отечественной войны.
Полковник НКГБ Дмитрий Арсентьев (Олег Меньшиков) находит бывшего комдива Котова (Никита Михалков) в рядах штрафного батальона, стоящего у стен некоей неприступной цитадели, выглядящей как огромный средневековый замок со множеством удобных огневых позиций, что позволяет засевшим там немцам пресекать все попытки наступления советской армии на этом участке. Пьяный генерал Мележко (Роман Мадянов) приказывает штрафникам атаковать крепость, хотя это и означает для них верную смерть. За некоторое время до начала наступления заметив Митю в окопе и не пожелав встречи с ним, Котов, не дожидаясь команды, поднимает штрафников в атаку, и Митя вынужден идти вслед за ним под шквальный огонь противника, так как в траншею ему не дают вернуться заградотрядовцы, обстреливающие штрафников сзади. Встретившись на поле боя и успешно спрятавшись на его окраине, Митя и Котов остаются невредимыми. После боя, вывезя Котова в тыл, Митя рассказывает ему о том, что именно он в 1941-м году заменил ему «политическую» статью на «уголовную», добавляя, что Маруся на самом деле жива и в курсе показаний Котова против неё (что становится для Котова шоком, так как он был абсолютно уверен, что Марусю также расстреляли ещё до войны, однако выясняется, что извещение об этом Котову также отправил Арсентьев), после чего даёт ему пистолет. Однако Котов вопреки его ожиданиям не убивает Арсентьева, в ярости выпуская все патроны в воздух и пытаясь спастись бегством. Позже Митя сообщает, что Котов реабилитирован и удостоен звания генерал-лейтенанта – уже в машине он передаёт ему портфель, выданный ему на Ближней даче в предыдущем фильме, внутри которого оказываются предназначенные Котову погоны и три ордена Красного Знамени.
Надя (Надежда Михалкова), к тому времени контуженная, по-прежнему служит в медсанчасти. Во время эвакуации госпиталя грузовик с ранеными и беременной женщиной (Анна Михалкова), за рулём которого оказывается Надя, попадает под обстрел немецкой авиации. Несмотря на бомбу, упавшую в двух метрах от остановившегося посреди поля грузовика, тот остаётся невредимым. После завершения обстрела раненые принимают роды и называют ребёнка (отцом которого оказывается изнасиловавший роженицу немец) Иосифом Виссарионовичем, в честь Сталина.
Митя и Котов приезжают на дачу, где когда-то жил сам комдив со своей семьёй (дом, фигурирующий в первой части). Однако Котова дома никто не ждал, так как считалось, что он был давно расстрелян. Маруся (Виктория Толстоганова) растит ребёнка от их сожителя Кирика (Владимир Ильин), а все фотографии, хоть как-то связанные с Котовым и Надей (которая считается погибшей в 1941 году во время показанного в предыдущем фильме крушения баржи в Балтийском море), давно убраны по комодам. Таким образом, своим приездом Котов нарушает покой домочадцев, после его обнаружения ребёнка (которого в память о нём назвали Серёжей) у Маруси случается настоящая истерика. Потрясённый сложившейся ситуацией, Котов выговаривает всей семье за то, что пока он сидел в лагерях и воевал в штрафбате, они продолжали жить в комфорте и мечтали, чтобы война им всё списала. Также он рассказывает Марусе о том, как из него в застенках НКВД выбивали подписание тех доносов на всех членов своей семьи – во время допроса Котову изуродовали всю левую руку ударами киянки, в связи с чем он до сих пор ходит с собственноручно сделанным ещё в лагере металлическим протезом. Давно раздражавшему его нахлебнику Кирику (не ушедшему на фронт по причине плоскостопия) и его матери Елене Михайловне (Нина Архипова) Сергей Петрович приказывает убираться из дома вместе с годовалым ребёнком (в расширенной телевизионной версии фильма он советует Кирику отдать его в приют, а самому идти на фронт). Напуганная семья на следующий день решает в полном составе уехать тайком, оставив дома лишь пожилых Лидию Степановну (Алла Казанская) и Всеволода Константиновича (Владлен Давыдов). Вовремя спохватившийся генерал нагоняет их на вокзале и встречается с Кириком, который изъявляет желание остаться и уйти воевать, прося Котова отпустить остальных, но Сергей Петрович отпускает всех, поскольку его умоляет об этом Маруся.
Позже при личной встрече Сталин (Максим Суханов) приказывает генерал-лейтенанту Котову провести сложнейшую и практически обречённую на провал операцию: повести в лобовую атаку на цитадель 15 тысяч гражданских мужчин, по разным причинам уклонившихся от участия в военных действиях, для того, чтобы оборонявшиеся истратили на них боезапас: это дало бы возможность затем провести штурм цитадели с малыми потерями среди солдат. В случае успеха Сталин обещает дать под командование Котова армию.
Тем временем Митю арестовывают и обвиняют в шпионаже и подготовке покушения на Сталина. Давно желая смерти, он на первом же допросе с облегчением подписывает все протоколы, обеспечивающие ему смертный приговор.
Прибывшим в окопы гражданским вместо винтовок раздают черенки от лопат. Котов должен отдать приказ о начале наступления, однако он сам спускается в окопы и, взяв черенок, первым медленно направляется к цитадели. За ним следуют офицеры, за офицерами — все остальные. Немецкий пулемётчик целится в гармониста, но из-за неосторожности погибает от выстрела советского снайпера. Падение трупа пулемётчика, оставившего на столе каземата ноты и очки, случайно вызывает в цитадели пожар, вследствие которого та взрывается. Из расположенной неподалёку медсанчасти Надя, замечая отца в бинокль, бежит к нему через минное поле и случайно наступает на мину. Котов ставит свою ногу поверх Надиной и приказывает ей, вынув ногу из сапога, отойти на 20 шагов… Звучит взрыв…
В последней сцене фильма танковая колонна советских войск направляется на Берлин. Во время пути через сожжённую деревню дорогу им преграждает немец, размахивающий палкой, как регулировщик. Из разрушенной избы выбегает старуха, которая просит танкистов не убивать немца — он сумасшедший, и его бросили здесь свои же, а если они убьют его, то ей даже поговорить будет не с кем: больше никого в деревне не осталось, а её мужа и четырёх сыновей убили фашисты. Танкисты объезжают немца и двигаются дальше, отдавая старухе честь. На головном танке — выжившие Котов со звездой Героя Советского Союза на гимнастёрке и Надя, восстановившая речь.

## В ролях
- Никита Михалков — Сергей Петрович Ко́тов, генерал-лейтенант
- Олег Меньшиков — Дмитрий Андреевич (Митя) Арсентьев, полковник НКГБ
- Надежда Михалкова — Надя, дочь Ко́това
- Виктория Толстоганова — Маруся, бывшая жена Ко́това
- Сергей Маковецкий — майор Лунин, сотрудник СМЕРШа
- Дмитрий Дюжев — Иван, белорус, однополчанин Ко́това
- Артур Смольянинов — Юрка, однополчанин Ко́това
- Андрей Мерзликин — Коля, бывший танкист, однополчанин Ко́това
- Максим Суханов — Сталин
- Анна Михалкова — Нюра, крестьянка, беременная немецким ребёнком
- Владимир Ильин — Кирик, нынешний муж Маруси
- Павел Деревянко — безногий солдат-жених
- Роман Мадянов — генерал-майор Мележко
- Алла Казанская — Лидия Степановна, бабушка Маруси
- Нина Архипова — Елена Михайловна, подруга Лидии Степановны, мать Кирика
- Владлен Давыдов — Всеволод Константинович, дядя Маруси
- Вера Воронкова — Софья Гринберг, военврач
- Сергей Степанченко — водитель полуторки
- Александр Фисенко — Калинушкин, комбат
- Эвелина Сакуро — Ольга Николаевна, мать Маруси
- Зоя Буряк — Катя Мохова, домработница
- Сергей Бачурский — Рябов, офицер НКГБ
- Чарли Хюбнер — Густав Лемке, немецкий пулемётчик
- Цак Михаловский — контуженный немец-регулировщик
- Инна Чурикова — старуха
- Сослан Фидаров — солдат в грузовике
- Александра Куликова — невеста безногого солдата
- Ксения Шойгу — медсестра
- Сергей Угрюмов — офицер, перевозивший раненых из госпиталя
- Александр Стёпин — друг жениха на свадьбе
- Алексей Вертков — «чёрный пехотинец» с гармошкой
- Сергей Барковский — «чёрный пехотинец» в очках
- Дмитрий Персин — офицер НКГБ
- Константин Быков — заградотрядовец (нет в титрах)

## Подбор актёров
Большинство актёров, снявшихся в первом фильме 1994 года, приняли участие и в продолжении. Однако некоторые были заменены — так, Марусю, как и в предыдущем фильме дилогии, вместо Ингеборги Дапкунайте сыграла Виктория Толстоганова. Также в продолжении не снялись Светлана Крючкова и Вячеслав Тихонов (отказался от роли) — их заменили Зоя Буряк и Владлен Давыдов соответственно. Роль Ольги Николаевны, матери Маруси, вместо умершей Инны Ульяновой исполнила белорусская актриса Эвелина Сакуро.

## Отзывы и оценки
Критики в среднем встретили «Цитадель» так же отрицательно, как перед этим «Предстояние». Резко отрицательные обзоры опубликовали издания «25-й кадр», «КоммерсантЪ», «Кино Mail.ru», «Новые Известия», а также известные блогеры Дмитрий Пучков и Евгений Баженов. Нейтрально его оценили издания Фильм.ру и Time Out. Среди немногих положительно оценил фильм Андрей Максимов в «Российской газете».
Кинокритик Михаил Трофименков:
Идея оживить героев, над гибелью которых плакали зрители первых «Утомлённых солнцем», была странновата. Но теперь исчезли претензии и к ней. Когда во главе 15 тыс. штафирок, вооружённых черенками от лопат, Котов — а за ним и всё командование — идёт по воде аки посуху, да под блатную гармошку на штурм цитадели, а она эффектно взрывается на их глазах, понимаешь: никакого противоречия между частями трилогии нет. Героев действительно убили в 1937 году, а всё последующее — их предсмертный бред..

## Номинации и награды
В мае 2011 года телеверсия дилогии получила Гран-при ХХI Международного кинофорума православного кино «Золотой Витязь».
19 сентября 2011 года стало известно, что Российский Оскаровский комитет выбрал ленту Михалкова кандидатом на премию «Оскар» от России в категории «Лучший фильм на иностранном языке»; другими кандидатами на выдвижение были «Елена» Андрея Звягинцева и «Фауст» Александра Сокурова. Однако режиссёр Владимир Меньшов, возглавляющий Российский Оскаровский комитет, в итоге отказался подписать протокол отборочной комиссии, посчитав это решение несправедливым и добавив следующее:

Кроме всех, так сказать, достоинств и недостатков художественных, это одна часть большой эпопеи. Для того чтобы войти в фильм «Цитадель», надо посмотреть предыдущие фильмы. Там много чего совершенно необъяснённого и необъяснимого, если смотреть фильм отдельно. Чертовщина какая-то. Даже с этой позиции нельзя было заниматься выдвижением этого фильма. Короче говоря, можно было выбрать. Но часть комиссии пришла уже с готовым решением и никаким аргументам не поддавалась. Я говорил: дайте мне аргументы, по какой причине выдвигаем эту картину, а не эту. Меня ж будут спрашивать, журналисты сейчас нападут! Но все опускали глаза и дожидались голосования, которое всё показало. По этой причине я считаю решение комиссии глубоко несправедливым. Всё упирается в личную власть Михалкова. В российский оскаровский комитет необходимо влить свежую кровь, ввести в него новых людей, которые не зависели бы от Михалкова. Он сам представил свой фильм на комиссию, что было не очень корректно. Год был урожайный — «Елена» Звягинцева, «Шапито-шоу» Лобана, «Жила-была одна баба» Смирнова, есть несколько фильмов, которые в этом году могли претендовать. Теперь я спрашиваю, что ещё надо сделать, чтобы автор если не признал своего поражения, то снизил гордыню. Может посидеть, подумать и избрать другой путь.

В связи с тем, что на заседании комитета присутствовали не все его члены, утверждалось, что выдвижение фильма Михалкова может быть пересмотрено. Однако этого не произошло.

## Постер
- Оформлением постера к фильму занималась Студия Артемия Лебедева[21].
- По мнению российских геймеров, прототипом постера послужил плакат компьютерной игры «Сталин против марсиан»[22].
- Дмитрий «Гоблин» Пучков в своей рецензии на фильм замечает, что постер «явно навеян обложкой от игры WarCraft II» и там же продолжает о постере: «С одного взгляда ясно, что герой Никиты Михалкова воюет на стороне Гитлера»[23][24].
- Постер со схожим дизайном также можно найти непосредственно в кинематографической сфере — таков рекламный плакат к американскому фильму «Война»[25].
- Постер со схожим дизайном был выпущен немногим раньше к фильму «Обитаемый остров. Схватка».